# Valentín Castellanos
Taty Castellanos, właśc. Valentín Mariano José „Taty” Castellanos Giménez (ur. 3 października 1998 w Mendozie) – argentyński piłkarz, występujący na pozycji napastnika we włoskim klubie S.S. Lazio oraz w reprezentacji Argentyny. Posiada także obywatelstwo chilijskie. 
Wychowanek Clubu Universidad de Chile, swojej karierze także grał w takich klubach jak: Montevideo City Torque, New Tork City FC i Girona FC.

## Kariera klubowa

### Początki
W młodzieńczych latach Valentín Castellanos próbował swoich sił w akademiach CA River Plate i CA Lanús, jednak nie udało mu się tam przebić i został odrzucony przez oba kluby.

### Club Universidad de Chile
Valentín Castellanos swoją piłkarską karierę rozpoczął w akademii młodzieżowej Club Universidad de Chile.

### Montevideo City Torque
W lipcu 2017 roku Castellanos został wypożyczony na rok do Montevideo City Torque. Podczas swojego pobytu zdobył dwa gole w 11 występach, przyczyniając się do triumfu drużyny w Segunda División Profesional oraz awansu do najwyższej ligi w Urugwaju. 1 lipca 2018 roku klub zdecydował się na jego wykup z Universidad de Chile.

### New York City FC
27 lipca 2018 roku Castellanos został wypożyczony do New York City FC na resztę sezonu 2018. W swoim debiutanckim meczu, w którym wystąpił od pierwszych minut, zdobył gola przeciwko Vancouver Whitecaps FC. 29 listopada 2018 roku klub wykupił go z Montevideo City Torque.

### Girona FC
Valentín Castellanos 25 lipca 2022 roku dołączył do Girony FC, która właśnie awansowała do Primera División, na zasadzie rocznego wypożyczenia. 25 kwietnia 2023 roku zapisał się w historii, strzelając 4 gole w meczu przeciwko Realowi Madryt, który Girona wygrała 4:2. Był to wyjątkowy wyczyn, ponieważ stał się pierwszym zawodnikiem, który zdobył 4 bramki przeciwko Realowi w meczu ligowym od grudnia 1947 roku. Wówczas Esteban Echevarría strzelił 5 goli dla Realu Oviedo w zwycięstwie 7:1 nad „Królewskimi”.

„To była noc marzeń. To rozkosz, nigdy sobie tego nie wyobrażałem. Cieszę się z ludźmi, moją rodziną, Argentyńczykami, którzy zawsze mnie wspierają. To ma fundamentalne znaczenie.”

### S.S. Lazio
21 lipca 2023 roku Valentín Castellanos przeszedł do S.S. Lazio na stałe, a kwota transferu wyniosła 15 milionów euro.

## Kariera reprezentacyjna

### Argentyna U-23
W październiku 2019 roku Valentin Castellanos otrzymał swoje pierwsze powołanie do reprezentacji Argentyny U-23 od trenera Fernando Batisty na towarzyski mecz przeciwko reprezentacji Meksyku U-22. W tym spotkaniu zadebiutował.

### Argentyna
W sierpniu 2024 roku dostał pierwsze powołanie do dorosłej reprezentacji Argentyny na mecze eliminacji Mistrzostw Świata 2026.

## Sukcesy

### Montevideo City Torque
Segunda División Profesional: 2017

### New York City FC
MLS Cup: 2021

### Argentyna U-23
Eliminacje CONMEBOL na Igrzyska Olimpijskie: 2020

### Indywidualne
- Piłkarz Miesiąca NYCFC: Sierpień 2021[17], Wrzesień 2021[18]
- Zawodnik miesiąca MLS: październik/listopad 2020[19], sierpień 2021[20]
- Król Strzelców Major League Soccer: 2021[21]
- MLS Best XI: 2021[22]

## Styl gry

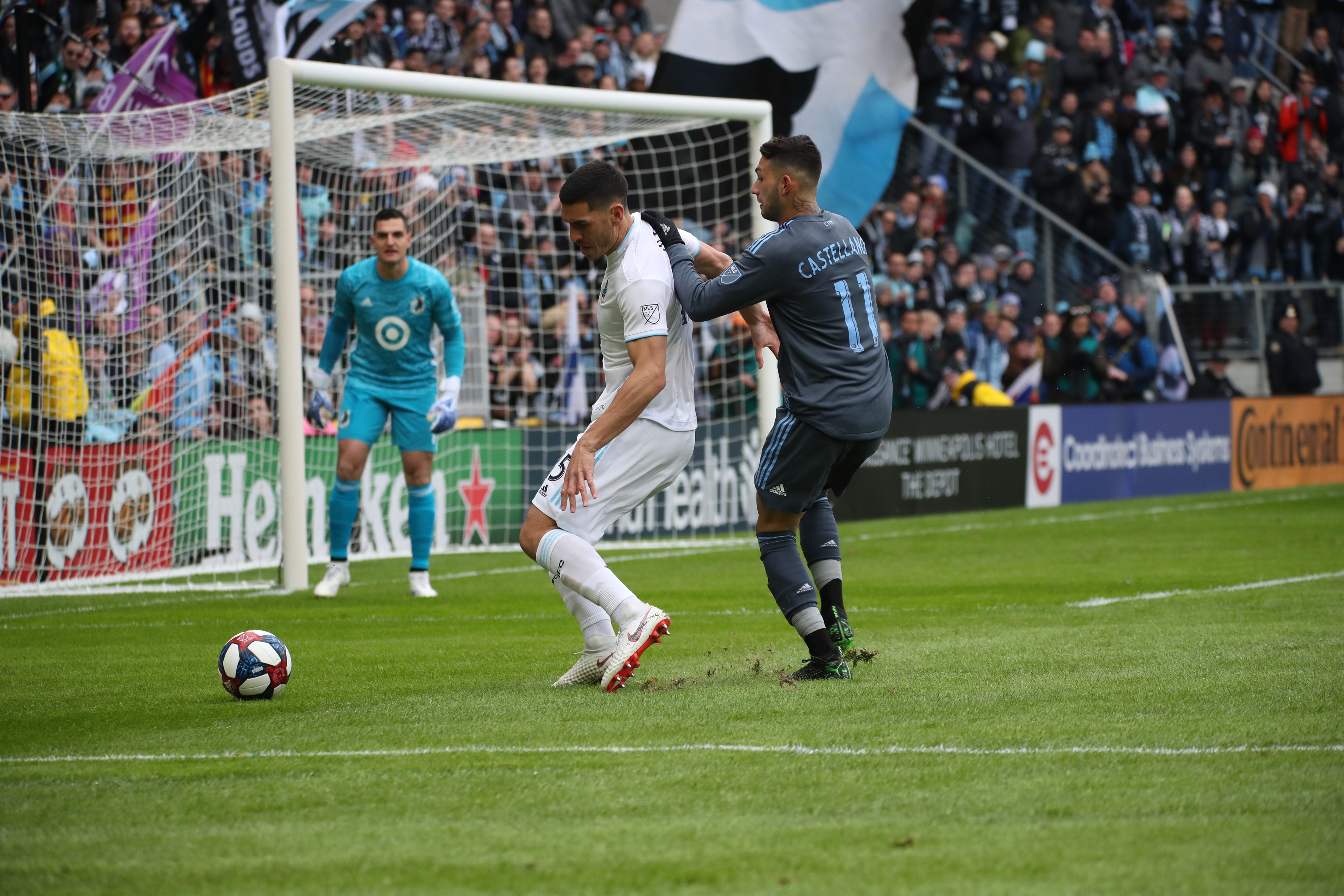
Castellanos (z prawej) w pojedynku z Michaelem Boxallem

Jako napastnik, Castellanos wyróżnia się swoją zdolnością do gry w powietrzu, doskonałą umiejętnością poruszania się po boisku oraz zdolnością do wykorzystywania przestrzeni w ofensywie.